# Карнеги, Дэвид, 4-й граф Нортеск
Дэвид Карнеги, 4-й граф Нортеск (англ. David Carnegie, 4th Earl of Northesk; 1675 — 14 января 1729) — шотландский пэр и политик.

## Биография
Родился в 1675 году. Единственный сын Дэвида Карнеги, 3-го графа Нортеска (1643—1688), и Элизабет Линдси (? — 1688), дочери Джона Линдсея, 17-го графа Кроуфорда, и его жены, леди Маргарет Гамильтон.
3 октября 1688 года после смерти своего отца Дэвид Карнеги унаследовал титулы 4-го графа Нортеска (Пэрство Шотландии) и 4-го лорда Роузхилла и Эглисмаулди (Пэрство Шотландии).
Член Тайного совета Шотландии в 1698 году, шериф Форфаршира (1702), лорд-комиссар казначейства Шотландии (1705—1708), шотландский пэр-представитель (1708—1715), комиссар торговли и производителей (1711).
29 января 1697 года лорд Нортеск женился на леди Маргарет Уэмисс (1 апреля 1677 — 29 марта 1763), дочери Джеймса Уэмисса, лорда Бернтисленда, и Маргарет Уэмисс, 3-й графини Уэмисс. У супругов было девять детей, трое сыновей и шесть дочерей:
- Дэвид Карнеги, 5-й граф Нортеск (11 июня 1701 — 24 июня 1741)[1], старший сын и преемник отца.
- Достопочтенный Джеймс Карнеги, умер в детстве.
- Адмирал Джордж Карнеги, 6-й граф Нортеск (2 августа 1716 — 20 января 1792)[1]
- Леди Маргарет Карнеги (6 декабря 1697 — 7 июля 1722), она вышла замуж в 1716 году за капитана достопочтенного Джона Лесли (1695—1721), сына Дэвида Лесли, 5-го графа Левена
- Леди Элизабет Карнеги (2 января 1699 — 21 сентября 1767), замужем с 1718 года за Джеймсом Элфинстоуном, 5-м лордом Балмеринохом
- Леди Энн Карнеги (18 марта 1700 — 1 февраля 1733), она вышла замуж за сэра Александра Хоупа из Керса
- Леди Кристиан Карнеги (29 мая 1703 — 1 апреля 1787)
- Леди Мэри Карнеги (7 июля 1712 — 29 ноября 1798)
- Леди Генриетта Карнеги (род. 14 июня 1714).